# Кроник, Александр Львович
Александр Львович Кро́ник (1 июля 1901, Вильна — 20 декабря 1976, Киев) — советский военачальник, историк, журналист, гвардии генерал-майор. Почётный гражданин городов Великие Луки (1965 г.) и Новосокольники (с 1969 г.). В апреле 1945 года после взятия Кёнигсберга он был представлен к званию Героя Советского Союза.

## Биография
Родился в 1903 (по документам — в 1901) году в городе Вильна (ныне Вильнюс) в рабочей семье. Окончил шесть классов реального училища, последние три года учёбы совмещал с роботой  электромонтером на лесопильном заводе.
В Красную Армию вступил добровольцем в годы Гражданской войны, приписав себе два года. Службу начинал в коннице: красноармеец и (на июнь 1922 года) старшина сабельного эскадрона в 38-м кавалерийском полку 7-й Самарской кавалерийской дивизии Белорусского военного округа.
В 1926 году окончил кавалерийское отделение Объединённой военной школы имени ВЦИК (Москва), стал красным командиром и до середины июля 1941 года — в Пограничных войсках СССР. Службу здесь начинал с должности начальника пограничной заставы, охранявшей участок советско-афганской государственной границы. Потом — командир Ашхабадского отдельного кавалерийского дивизиона; в этом качестве — на передовой линии борьбы с басмачеством. За мужество и отвагу, проявленную в боях, был удостоен именного оружия и Почётной грамоты ЦИК Туркменской ССР. В ходе одной из стычек с басмачами получил тяжёлое ранение, но по излечении вернулся в строй.
В 1935 году окончил Высшую пограничную школу. С 1935 и до конца 1939 года — преподаватель Харьковского военного училища пограничной и внутренней охраны имени Ф. Э. Дзержинского (с 20 апреля 1937 года — 2-я объединённая пограничная школа имени Ф. Э. Дзержинского), ныне Национальная академия Национальной гвардии Украины. В 1939 году заочно окончил Военную академию имени М. В. Фрунзе.
В конце 1939 года добился отправки на фронт советско-финской войны и был начальником штаба 4-го Петрозаводского пограничного полка НКВД, который действовал на Петрозаводском направлении. С 1940 по середину июля 1941 — заместитель начальника кафедры тактики, войн и военного искусства ордена Ленина Высшей пограничной школы войск.
С 15 июля 1941 года — начальник штаба 252-й стрелковой дивизии, сформированной для действующей Красной Армии, в боях на Северной Двине в составе 29-й армии Западного и Калининского фронтов.
В битве под Москвой — начальник оперативного отдела 29-й армии Калининского фронта. С 15 февраля 1942 года по 14 октября 1943 года (до ранения) — командир 357-й стрелковой дивизии 39-й армии (2-го формирования), а с лета 1943 года — 3-й ударной армии Калининского фронта. На данном посту особо отличился летом 1942 года на Ржевском направлении: оказавшись в окружении, полковник А. Л. Кроник в ночь с 8 на 9 июля сформировал из остатков своей дивизии и соседних, разбитых противником соединений и частей, сводный боевой отряд численностью около десяти тысяч человек и, став во главе, успешно вывел его через леса и болота в расположение главных сил Калининского фронта.
Снова отличился в самом начале 1943 года: возглавляемая полковником А. Л. Кроником 357-я стрелковая дивизия 8-го стрелкового Эстонского корпуса (2-го формирования) во взаимодействии с другими соединениями и частями 3-й ударной армии Калининского фронта 17 января 1943 года решительным ударом овладела городом Великие Луки современной Псковской области.
Генерал-майор с 22 февраля 1943 года. В конце 1943 — августе 1944 года — командир 178-й стрелковой Кулагинской Краснознамённой дивизии, входившей вначале в состав 22-й армии 2-го Прибалтийского фронта, а затем — 97-го стрелкового корпуса 21-й армии (2-го формирования) Ленинградского фронта. Возглавляемые генерал-майором А. Л. Кроником соединения участвовали в освобождении городов Новосокольники (ныне Псковская область) (22 января 1944) и Выборг (20 июня 1944 года) Ленинградской области.
С 27 августа 1944 года и до конца войны — командир 343-й стрелковой Белостоцкой Краснознамённой ордена Кутузова дивизии, входившей вначале в состав 38-го стрелкового корпуса 49-й армии 2-го Белорусского фронта, а затем — 81-го стрелкового Кёнигсбергского корпуса 50-й армии 2-го и 3-го Белорусских фронтов.
22 января 1945 года 343-я стрелковая дивизия генерала А. Л. Кроника, действуя в составе 81-го стрелкового (впоследствии — Кёнигсбергского) корпуса 50-й армии, успешно форсировала реку Нарев и одной из первых вышла к южной границе с Восточной Пруссией. А через несколько дней с минимальными для себя потерями сломала на своём участке наступления мазурскую линию укреплений гитлеровцев и, войдя в прорыв, с боем овладела восемью пограничными населёнными пунктами Польши.
Совершив в период с 5 по 11 марта 1945 года 130-километровый марш, 343-я стрелковая дивизия в составе всей 50-й армии сосредоточилась у стен Кёнигсберга. Ей предстояло штурмовать столицу Восточной Пруссии со стороны городского предместья Танненвальде (ныне — южная часть посёлка Чкаловск Центрального района Калининграда) — по линии современного железнодорожного перегона Чкаловск-Западный — Южный вокзал Калининграда и до западного берега расположенного в самом центре Кёнигсберга ставка Обер-Тайхо (ныне — Озеро Верхнее). Однако первый сокрушительный удар по обороне противника подчинённые генерала А. Л. Кроника нанесли уже за два дня до начала общего штурма: в 19.00 4 апреля 1945 года перешли в наступление две стрелковые роты 356-го стрелкового полка. Это была разведка боем. В результате к утру следующего дня удалось захватить Малый форт, расположенный между фортами № 5 и 4, а также прилегающие к нему участки вражеских траншей. Успешно соединение действовало и в ходе самого штурма.
В апреле 1945 года после взятия Кёнигсберга был представлен к званию Героя Советского Союза. Вскоре после этого представления получил телеграмму из Генерального Штаба от генерал-майора И. А. Кузовкова со словами: «Следим за Вашим успехом. Все инстанции пройдены… Поздравляем с присвоением звания Героя Советского Союза». Однако, после прохождения всех инстанций в самом конце фамилия Кроника была вычеркнута по указке генерала армии И. И. Масленникова, очевидцем преступных деяний которого оказался А. Кроник.
178-я Кулагинская стрелковая дивизия, которой командовал А. Кроник, была награждена орденом Красного Знамени.
В мае 1947 года уволился в запас. Последние 30 лет жизни Александра Львовича Кроника были наполнены плодотворной педагогической, научной, журналистской и общественной деятельностью. С 1947 по 1949 год преподавал в Черновицком госуниверситете на кафедре истории. После учёбы в аспирантуре в 1950 году он защитил диссертацию в Институте истории АН Украины, его научным руководителем был известный украинский учёный Ф. П. Шевченко. Решением Президиума Академии наук Украины А. Л. Кроник получил учёное звание старшего научного сотрудника, работал в военно-историческом отделе Института.
С 1966 по 1968 год преподавал в Киевском художественном институте. Впоследствии работал в Министерстве высшего образования Украины.
После организации Военно-научного общества при Киевском окружном Доме офицеров А. Л. Кроник возглавил Военно-историческую секцию, проводил научные конференции, руководил литобъединением. Занимался сбором информации о воинах-освободителях.
Генерал Кроник был первым председателем Совета ветеранов 343-й Белостокской краснознамённой дивизии, принимал участие в создании более 80 школьных музеев и комнат Боевой славы, неутомимо работал по увековечиванию подвигов воинов, и, как член Украинского общества охраны памятников истории и культуры, выступал с лекциями и докладами перед личным составом частей, школьниками и студентами.
Похоронен на Лукьяновском военном кладбище в Киеве.

## Публикации
А. Л. Кроник написал более 350 научно-исторических и историко-публицистических работ. В их числе:
- Монография «Полководческое искусство Богдана Хмельницкого» (пока неизданная).
- «Глядя на фотографию»[10]
- А. И. Кроник. Славный поход // Пароль — «Победа!» (Воспоминания участников битвы за Ленинград) / составитель Я. Ф. Потехин, лит. запись и обработка М. П. Стрешинского и И. М. Франтишева, под общей редакцией Ф. Самойлова. Редактор М. А. Шаталина, художник В. Н. Шульга, художник-редактор О. И. Маслаков, технический редактор И. Г. Сидорова, корректор А. Г. Ткалич. — Л.: Лениздат, 1969. — С. 537—543. — 648 с. — 90 000 экз.(В книге инициалы А. И.)

## Награды
- Орден Ленина (21.02.1945)[11];
- Четыре ордена Красного Знамени (22.02.1943[12], 3.11.1944[13], 21.02.1945[14], 23.04.1945[15])
- Орден Кутузова II степени (22.06.1944)[16];
- Орден Отечественной войны I степени (25.02.1944)[17];
- Орден Красной Звезды (15.02.1941)[18];
- Медаль «За отвагу»[источник не указан 1277 дней];
- Медаль «За победу над Германией в Великой Отечественной войне 1941—1945 гг.» (26.10.1945)[19];
- Медаль «За взятие Кёнигсберга» (09.06.1945)[18];
- Юбилейная медаль «XX лет Рабоче-Крестьянской Красной Армии» (1938 год)[15];
- и другие медали.
- Почётный гражданин города Великие Луки (Псковская область), 1965 год.
- Почётный гражданин города Новосокольники (Псковская область), 1969 год[20].

иностранные награды
- Медаль «Победы и Свободы» (ПНР)[21]

## Память

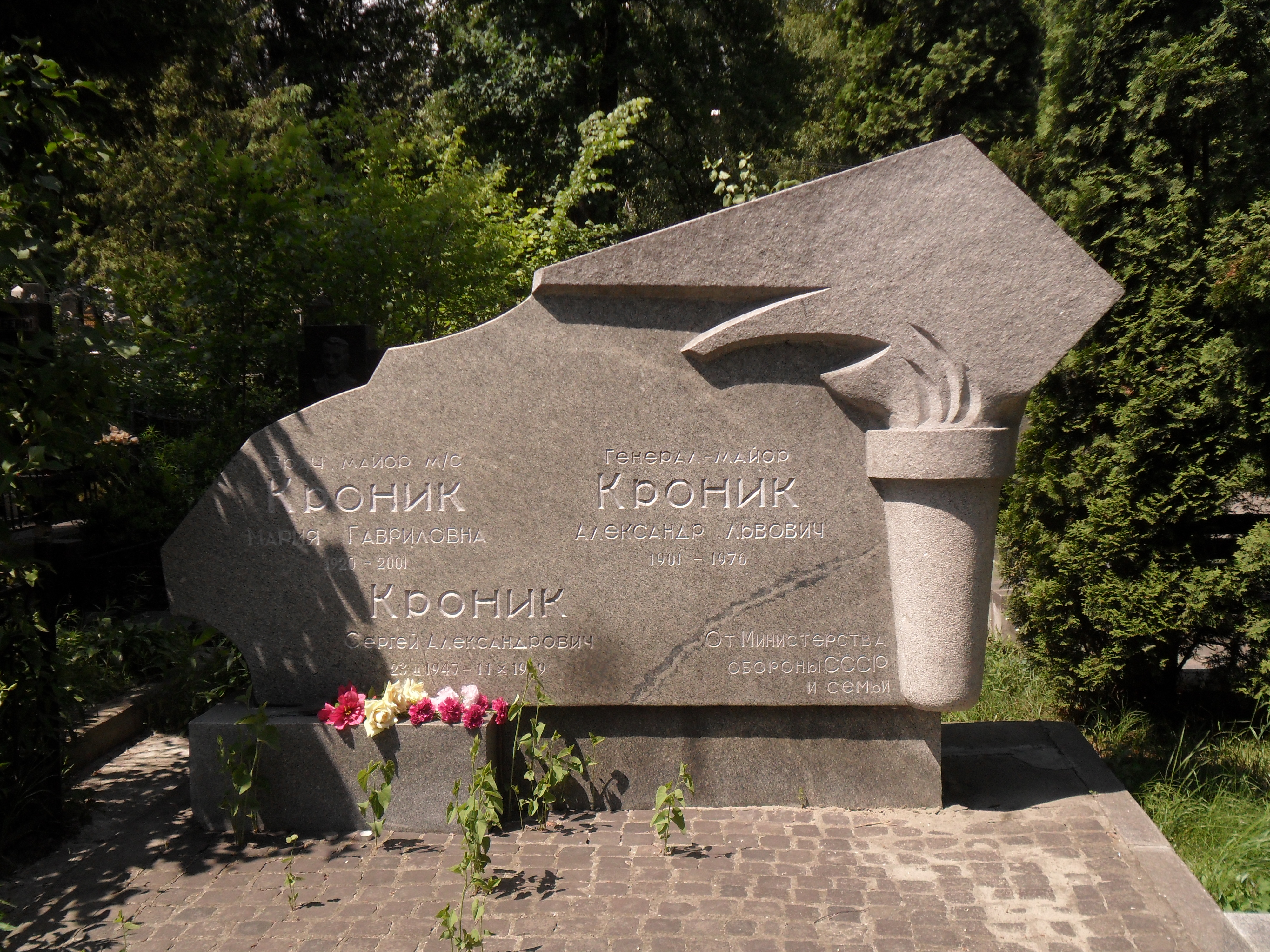
Могила Кроника на Лукьяновском военном кладбище Киева.

- На Лукьяновском военном кладбище в Киеве Министерство обороны установило памятник.
- О Кронике писали Александр Фадеев и Борис Полевой.
- Борис Полевой подарил Кронику свою книгу «Сокрушение „Тайфуна“» с автографом: «Дорогому генералу Кронику на добрую память от свидетеля его славных боевых дел, от одного из солдат, прикреплённых к его дивизии. Борис Полевой. 30 июня 1972»[22].
- Личные вещи и документы военачальника хранятся среди экспонатов Национального музея истории Украины во Второй мировой войне.
- В 2003 году в связи с юбилейной датой со дня рождения А. Л. Кроника совместно Комитетом Международного Украинского Союза участников войны, Национальным Союзом журналистов Украины и Еврейским фондом Украины было направлено ходатайство к мэру Киева с просьбой об увековечении памяти А. Л. Кроника посредством установления мемориальной доски на доме по улице Крещатик, 15[6]. Просьба удовлетворена не была, так как в то время на Крещатике, в т.ч. Пассаже был запрет на установление новых мемориальных досок. По прошествии восьми лет (на 110-летие со дня рождения), 28 декабря 2011 года в Киеве на этом доме,  улица Крещатик 15 (Пассаж) по инициативе журналиста Дмитрия Червинского и ходатайств Института истории Украины НАН Украины, Государственной пограничной службы Украины, Международного украинского союза участников войны, Национального союза журналистов Украины, Еврейского фонда Украины наконец торжественно открыли мемориальную доску[22][23].
- Мемориальная доска генерала А. Л. Кроника ошибочно попала в Список на демонтаж, на что указывает Письмо Председателя УИНП Владимира Вятровича в Депортамент строительства и архитектуры КГГА от 17.11.2015, где говорится, что эта мемориальная доска не подлежит демонтажу[24]. 25 мая 2016 года доска была ошибочно демонтирована[24][25]. 30 июня 2016 года стараниями Д. Червинского мемориальную доску вернули обратно.
- К юбилею военачальника, историка и журналиста А. Л. Кроника Украина выпустила памятные конверты с его портретом  [26].